# Karin von Wangenheim
Karin von Wangenheim (* 29. Oktober 1937 in Berlin-Dahlem; † 16. April 2019 in Anterskofen) war eine deutsche Künstlerin (Malerin, Zeichnerin), die zuvor als Schauspielerin gearbeitet hatte.

## Leben und Wirken
Die Tochter von Luise Marie Elisabeth, Prinzessin von Sachsen-Meiningen und Götz Freiherr von Wangenheim wurde in Berlin-Dahlem geboren. Sie wuchs gemeinsam mit ihrem jüngeren Bruder Ernst Friedrich in Thüringen als Halbwaise auf, nachdem ihr Vater 1941 als Wehrmachtsangehöriger in der Sowjetunion gefallen war. Karin von Wangenheim absolvierte in München ein Schauspielstudium an der Falckenberg-Schule und nahm überdies privaten Schauspielunterricht bei Joseph Offenbach. Ihr Theaterdebüt erfolgte 1959 in Lübeck, weitere Engagements absolvierte Karin von Wangenheim jedoch als freischaffende Gastspiel- und Tournee-Künstlerin. Nebenbei machte sie auch Hörfunk und Synchron. Außerdem veröffentlichte von Wangenheim einen Geschichtenband namens "fabularasa" und verfasste Gedichte und Geschichten für Zeitschriften und Anthologien.
Das Fernsehen gewann ab 1964 mehrere Jahre lang an Bedeutung in ihrer Karriere, und man sah die schmale Künstlerin mit mehreren mittelgroßen Rollen in Fernsehspielen, denen zum Teil literarische Vorlagen zugrunde lagen und bisweilen von Wangenheims späterem Ehemann, dem Regisseur Hans Dieter Schwarze, inszeniert wurden. Nach 1972 stand sie nur noch selten vor der Kamera.
Nach ihrer zweiten Mitwirkung in einem Tatort-Krimi 1981 entschloss sich Karin von Wangenheim zu einem Berufswechsel und begann mit einem Studium der Malerei bei Claus Bertelsmann. Seit 1982 war sie freischaffende Künstlerin. Ausstellungen ihrer Werke konnten u. a. in München, Münster, Hamburg, Kassel, Passau sowie in Oasr-el-Heir as Sharqi (Syrien) besichtigt werden. Karin von Wangenheim betrieb eine Online-Galerie sowie einen kleinen Verlag. Die Künstlerin verstarb Mitte April 2019 in ihrem langjährigen (seit 1965) Domizil Batzlhof im bayerischen Marktflecken Anterskofen.

## Filmografie
- 1964: Die Teilnahme
- 1964: Darf ich Sie eine Minute sprechen?
- 1967: Siedlung Arkadien
- 1968: Der blaue Strohhut
- 1968: Madame Bovary
- 1969: Die mißbrauchten Liebesbriefe
- 1970: Die Taubenaffäre
- 1970: Gefährliche Neugier
- 1971: Ende einer Dienstfahrt
- 1972: Tatort: Der Fall Geisterbahn
- 1974: Zwischenstationen (TV-Serie, eine Folge)
- 1975: Aus der Chronik der Familie Sawatzki – Lichtspiele am Preußenkorso
- 1980: Die unsterblichen Methoden des Franz Josef Wanninger (TV-Serie, eine Folge)
- 1981: Tatort: Das Zittern der Tenöre